# Орнелас, Энрике
Энрике Орнелас (исп. Enrique Ornelas; 17 сентября 1980, Хесус Дель Монте, Гуанахуато, Мексика) — мексиканский боксёр-профессионал, выступавший в средней весовой категории.

## Биография

### 1999—2008
Дебютировал в октябре 1999 года.
В августе 2007 года Орнелас проиграл раздельным решением судей Бронко Маккарту.
В декабре 2007 года состоялся 2-й бой между Энрике Орнеласом и Бронко Маккартом. На этот раз мексиканец победил техническим нокаутом в 5-м раунде.

### 18 октября2008Марко Антонио Рубио —Энрике Орнелас
- Место проведения:  Боардуолк Холл, Атлантик-Сити, Нью-Джерси, США
- Результат: Победа Рубио раздельным решением в 12-раундовом бою
- Статус: Отборочный бой за титул WBC в среднем весе
- Рефери: Эдди Коттон
- Счет судей: Джон Потурай (115—113 Рубио), Джон Рили (113—115 Орнелас), Джозеф Паскуале (116—112 Рубио)
- Вес: Рубио 72,1 кг; Орнелас 72,6 кг
- Трансляция: HBO PPV
- Счёт неофициального судьи: Харольд Ледерман (114—114)

В октябре 2008 года состоялся отборочный бой за титул WBC в среднем весе между двумя мексиканцами — Энрике Орнелосом и Марко Антонио Рубио. Бой носил открытый характер — оба противника часто шли в размен. В близком бою судьи раздельным решением отдали победу Рубио. Поединок проходил в рамках шоу, организованного телеканалом HBO, главным событием которого был бой Бернард Хопкинс — Келли Павлик.

### 2 декабря2009Бернард Хопкинс —Энрике Орнелас
- Место проведения:  Liacouras Center, Филадельфия, Пенсильвания
- Результат: Победа Хопкинса единогласным решением в 12-раундовом бою
- Статус: Рейтинговый бой
- Рефери: Гари Розато
- Счет судей: Роберт Грассо (118—110); Стив Вейстфилд (119—109); Рауль Кайз Мл. (120—109) — все в пользу Хопкинса
- Вес: Хопкинс 79,4; Орнелас 78,7
- Трансляция: Versus

В декабре 2009 года Бернард Хопкинс встретился с мексиканцем Энрике Орнеласом. Хопкинс провел бой в присущем для него ключе с множеством клинчей, работой вблизи и постоянным изматыванием противника. В заключительном раунде Орнелас еле стоял на ногах и буквально выживал в ринге. По итогам поединка судьи единодушно отдали предпочтение Хопкинсу.